# Federació d'Associacions d'Artesans d'Oficis de Catalunya
La Federació d'Associacions d'Artesans d'Oficis de Catalunya és una entitat constituïda el 2004 que aplega artesans de Catalunya. El 2014 comprenia 17 entitats territorials i sectorials d'oficis com la ceràmica, el tèxtil i el vidre, que apleguaven un miler d'artesans.
La FAAOC és l'únic interlocutor vàlid que té l'Administració pública, i treballa conjuntament amb Artesania Catalunya. La representativitat és de tot el territori català, amb 19 associacions dels diferents subsectors de l'artesania que hi ha a Catalunya i representant el sector professional i productiu. Tenint en compte totes les associacions que agrupa la FAAOC, es podria determinar que té una representativitat d'entre el 70% i el 80% de les empreses que hi ha a Catalunya. Hi ha també altres agrupacions, entre les quals destaquen la Federació de Gremis de Pintors de Catalunya i la Federació de Gremis de Revestiments de Guix de Catalunya.